# Cold Eyes
Cold Eyes (감시자들?, GamsijadeulLR; lett. "Appostamento" o "Sorveglianza") è un film sudcoreano del 2013 diretto da Jo Ui-seok e Kim Byeong-seo, remake del film del 2007 Genzong.
È stato presentato al Toronto International Film Festival e al Busan International Film Festival prima di uscire in Corea del Sud il 3 luglio 2013. In Italia è stato presentato alla sedicesima edizione del Far East Film Festival di Udine nel 2014 e trasmesso da Rai 4 il 27 ottobre 2015.

## Trama
La giovane Ha Yoon-joo entra in una divisione di polizia guidata da Hwang i cui membri, in gran parte disarmati e privi di uniforme, non arrestano i criminali, ma li seguono per carpire informazioni. Un giorno, una banca viene svaligiata e solo uno dei sette criminali viene ripreso dalle telecamere: l'unità inizia a cercarlo basandosi sulla descrizione fisica e, quando lo trova, comincia la sorveglianza per arrestare anche gli altri criminali.

## Distribuzione

### Edizione italiana
La direzione del doppiaggio di Cold Eyes è a cura di Valeria Vidali, assistita da Federica Livio, mentre l'adattamento dei dialoghi è di Alessandro Budroni. La sonorizzazione è avvenuta a Roma presso la CTA, mentre i fonici di doppiaggio e missaggio sono rispettivamente Federico Dottori e Mauro Lopez.

## Accoglienza
Cold Eyes dominò il box office in patria dopo l'uscita nelle sale, vendendo 2,17 milioni di biglietti nella prima settimana, e raggiunse i 4 milioni dopo diciassette giorni. I 5 milioni furono raggiunti il 27 luglio, e le presenze totali alla fine furono 5.506.409.

## Riconoscimenti
2014 – Buil Film Awards
- Vinto – Miglior attrice a Han Hyo-joo
- Nomination – Miglior attrice di supporto a Jin Kyung
- Nomination – Miglior nuovo attore a Lee Junho
- Nomination – Miglior sceneggiatura a Jo Ui-seok
- Nomination – Miglior regia a Kim Byeong-seo

2013 – Korean Association of Film Critics Awards
- Nomination – Miglior attrice a Han Hyo-joo

2013 – Grand Bell Awards
- Nomination – Migliori costumi a Jo Sang-gyeong

2013 – Blue Dragon Film Awards
- Vinto – Miglior attrice a Han Hyo-joo
- Nomination – Miglior attore di supporto a Jung Woo-sung
- Nomination – Miglior regia a Kim Byeong-seo e Yeo Kyung-bo
- Nomination – Migliori luci a Kim Seung-gyu
- Nomination – Miglior musica a Dalparan e Jang Young-gyu
- Nomination – Premio tecnico a Shin Min-kyung

2013 – Asia Pacific Film Festival
- Nomination – Miglior montaggio a Shin Min-kyung

2014 – Asian Film Awards
- Vinto – Miglior montatore a Shin Min-kyung
- Nomination – Miglior attrice a Han Hyo-joo
- Nomination – Miglior attore di support a Jung Woo-sung
- Nomination – Miglior regia a Kim Byeong-seo e Yeo Kyung-bo

2014 – Baeksang Arts Awards
- Vinto – Miglior attrice di supporto a Jin Kyung
- Nomination – Miglior regista a Jo Ui-seok e Kim Byeong-seo
- Nomination – Miglior attore a Jung Woo-sung
- Nomination – Attore più popolare (film) a Jung Woo-sung
- Nomination – Attrice più popolare (film) a Han Hyo-joo